# Krakatit (roman)
Krakatit (în cehă Krakatit) este un roman științifico-fantastic din 1924 al scriitorului Karel Čapek. A fost ecranizat în 1948 în regia lui Otakar Vávra. În 1980, Vávra a realizat o refacere a acestui film, Temné slunce.
Romanul a fost scris în timpul șederii scriitorului în orașul Jindřichův Hradec.
Personajul principal este inginerul chimist Prokop, care reușește să producă un exploziv neobișnuit de puternic. L-a numit Krakatit, după vulcanul indonezian Krakatoa. O caracteristică specială a explozivului Krakatit este că explodează chiar aparent fără cauză. 

## Vezi și
- Științifico-fantasticul în Cehia